# Riedbach (Reichenbach)
Der Riedbach ist einer der größten Zuflüsse des Reichenbaches im Vogelsberg im Main-Kinzig-Kreis in Hessen.

## Geographie

### Verlauf
Der Riedbach entspringt in einem Waldgebiet südlich von Völzberg. Er fließt in südliche Richtung, teilt die Dörfer Kirchbracht und Mauswinkel und nimmt beim Ort Fischborn den gleichnamigen Zufluss auf, der ungefähr gleich viel Wasser führt. In Birstein mündet der Riedbach nach 12 km in den wasserärmeren und erst etwa 6 km langen Reichenbach.

### Zuflüsse
Von der Quelle zur Mündung. Auswahl.
- Steinbach (rechts) vor Kirchbracht
- Steinbach (links) bei Fischborn
- Fischborn (links) nach Fischborn

### Flusssystem Kinzig
- Fließgewässer im Flusssystem Kinzig

## Trinkwasserquellen

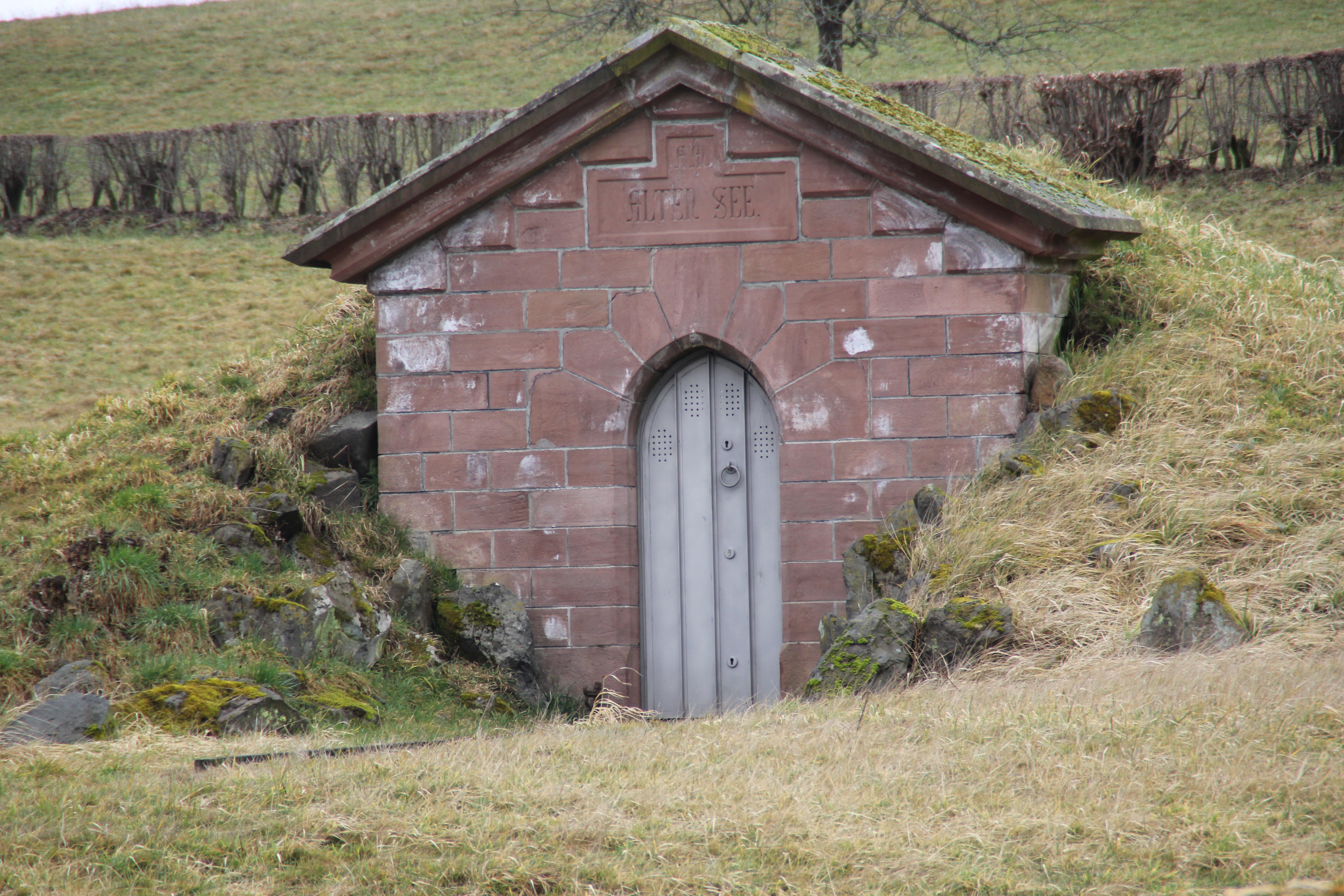
Brunnen „Alter See“

Im Einzugsgebiet des Riedbaches liegen mehrere Trinkwasserquellen, die in die Trinkwasserversorgung von Frankfurt am Main einspeisen (→ Wasserpark (Frankfurt am Main)). Sie liegen in einem 19,5 ha großen Gebiet. Die Quellfassungen wurden 1874 errichtet. Sie wurden in mehreren Metern Tiefe auf das anstehende Basaltgestein angebaut. Das Quellwasser wird durch eine gusseiserne Druckleitung abgeführt und zum Sammelbehälter auf dem Aspenhainer Kopf bei Neu-Wirtheim geleitet. Dort wird das Vogelsbergtrinkwasser mit dem Wasser von den Spessartquellen zusammengeführt.
Im „Gewinnungsgebiet Vogelsberg“ liegen die Trinkwasserquellen (in Klammern die durchschnittliche Schüttung):
- Aderweiher (5,5 l/s)
- Alter See (27,0 l/s)
- Wehmersborn (9,9 l/s)
- Obere- & Unter Aue (28,0 l/s)
- Adlerborn (25,6 l/s)
- Lohfinksquelle (6,0 l/s)